# Donkey Kong Country 2: Diddy's Kong Quest
Donkey Kong Country 2: Diddy's Kong Quest és la seqüela de l'exitós videojoc de la Super Nintendo, Donkey Kong Country.
Desenvolupat per Rareware i utilitzant la mateixa tecnologia 3D que el seu predecessor, va ser llançat al mercat entre el novembre i el desembre de l'any 1995, collint un notable èxit i deixant de costat aquell comentari de les segones parts mai van ser bones.
La trama del joc se centra a cercar a Donkey Kong, raptat pels esbirros de King K. Rool (ací Kaptain K. Rool) i pres a la part alta d'una illa.
Per a portar a terme tal empresa, Diddy Kong, el qual anara company de DK en la primera seqüela, compte amb una companya dita Dixie Kong, amb la qual haurem de superar diferents nivells adornats amb bells i cridaners paisatges igual que en la primera part.
El joc es troba descarregable des del servei de la Consola Virtual de Wii per 800 punts Wii.

## Argument
Tot comença mentre Donkey Kong es troba prenent el sol a la platja, quan de sobte un avió comença a sobrevolar el seu cap (The Flying Krock), d'est comencen a descendir kremlings sequaços de Kaptain K. Rool els quals ho segresten i ho porten pres a l'alt de l'illa cocodril.
Quan Diddy Kong arriba a la platja on estava el seu company es troba amb que Donkey ha desaparegut i en el seu lloc hi ha una nota en la qual Kaptain K. Rool els demana com a rescat que els lliurin totes les preuades bananes que el Donkey Kong havia recuperat de les seves arpes en el primer lliurament.
Després de reunir-se tot el "Kong Clan" Cranky Kong proposa fer el pagament, a la qual cosa que Diddy Kong es nega profundament, i llavors decideix emprendre un viatge a l'illa cocodril juntament amb la seva núvia Dixie Kong per alliberar a Donkey Kong.